# The Lord of the Rings (flipperspel)
The Lord of the Rings är ett flipperspel som tillverkades i 5 100 exemplar av Stern 2003. Spelreglerna är mycket djupgående och det är få spelare som lyckas ta sig till det sista modet – Valinor.
Om man ska sammanfatta spelreglerna går spelet ut på att slutföra alla modes (men inte nödvändigtvis klara dem), klara alla tre standardmultibollarna, samla alla gåvor från alverna och sedan ta sig till Valinor. Valinor kan anses vara slutet av spelet och är en multiboll som ger väldigt höga poäng, men är extremt svårt att nå fram till. Efter Valinor börjar spelet om från början igen.

## Multibollar
Spelet har flera olika multibollar, men bara tre stycken som tar en vidare i spelet; en för varje del av sagan, och kallas för filmmultibollar (eller movie multiballs). Efter varje avklarad sådan multiboll får man en gåva av alverna.

### Fellowship of the Ring Multiball
En multiboll (den man oftast når först) som går ut på att förgöra balrogen genom att först skjuta på den med en kula och sedan träffa antingen höger- eller vänsterrampen (Legolas respektive Aragorn) för att ta sig förbi balrogen med en av brödraskapets medlemmar. När alla medlemmar utom Gandalf har tagit sig förbi balrogen har man klarat multibollen och Gandalf ropar "You shall not pass!" När man har förgört balrogen får man fem miljoner poäng.

### The Two Towers Multiball
Den här multibollen har inte ett lika uppenbart syfte som när man ska besegra balrogen, men ger trots det extremt höga poäng. Den högsta poängen man kan få genom en träff är 84 gånger jackpotvärdet, som varierar beroende på hur bra man spelar. Spelreglerna här är mycket komplicerade och därför rekommenderas läsaren läsa spelreglerna för att få en rättvis bild av hur det går till.

### The Return of the King Multiball
Den här multibollen består av sju olika nivåer. Vid varje nivå ska man träffa höger och vänster ramp och höger och vänster loop för att ta sig vidare till nästa nivå. Varje skott på varje nivå ger jackpotvärdet multiplicerat med ett tal (s.k. jackpot multiplier). Vid första nivån gäller 1x, 2x, 3x och 4x. Träffar man jackpottarna i stigande ordning av multiplier ökas jackpot multiplierna till nästa nivå; d.v.s. om man träffar jackpottarna på första nivån i ordningen 1x, 2x, 3x, 4x så blir multiplierna på nivå två 2x, 3x, 4x och 5x.

## Fotnoter
1. 1 2  IPDb – The Lord Of The Rings
2. ↑  Spelregler på Pinball.org